# Uladzislau Paleshko
Uladzislau Paleshko (en bielorruso: Уладзіслаў Палешко; 9 de febrero de 2001) es un deportista bielorruso que compite en piragüismo en la modalidad de aguas tranquilas. Ganó dos medallas en el Campeonato Mundial de Piragüismo de 2024, plata en la prueba de C4 500 m mixto y bronce en C2 500 m mixto.

## Palmarés internacional
| Campeonato Mundial | Campeonato Mundial      | Campeonato Mundial | Campeonato Mundial |
| Año                | Lugar                   | Medalla            | Competición        |
| ------------------ | ----------------------- | ------------------ | ------------------ |
| 2024               | Samarcanda (Uzbekistán) | Medalla de plata   | C4 500 m mixto     |
| 2024               | Samarcanda (Uzbekistán) | Medalla de bronce  | C2 500 m mixto     |